# چارلز آسگیل، بارونت دوم
چارلز آسگیل، بارونت دوم (انگلیسی: Sir Charles Asgill, 2nd Baronet; ۶ آوریل ۱۷۶۲ – ۲۳ ژوئیهٔ ۱۸۲۳) نظامی و سیاست‌مدار اهل فرانسه بود.